# 찐카
찐카(베트남어: Trịnh Khả / 鄭可 정가, 1403년 ~ 1451년), 즉 레카(베트남어: Lê Khả / 黎可 여가)는 대월 후 레 왕조의 대신이다. 레러이의 모사 중 하나이다.

## 생애
찐카는 타인호아성 빈록현 장동촌(江東村)에서 태어났다. 다른 후 레 왕조 초기의 모사, 장수들과 함께 찐카 또한 레러이와 동향이다. 찐카는 레러이가 명나라의 통치에 저항해 람선 봉기를 일으키는데 중요한 역할을 했으며, 후 레 왕조가 세워진 뒤 그가 세운 전공으로 왕조의 중신이 되었다. 찐카는 왕조의 국성인 레(黎)를 사성받았고, 현후(縣侯)로 봉해졌으며 응우옌짜이, 쩐응우옌한, 레삿, 팜반싸오, 딘리엣, 레응언 등과 함께 홍비(紅緋)를 입을 수 있는 특권을 받았다.
1433년, 레러이가 죽자 레삿이 레러이의 명으로 당시 어렸던 레 태종을 보좌하였다. 레삿은 정권을 잡은 뒤 계속 정적을 제거하였으며, 팜반싸오 등 적지 않은 과거의 공신들이 살해당했으며, 다른 몇몇 공신들도 밖으로 쫓겨나 지방의 관원으로 격하되었다. 찐카 또한 축출당하고 지방관으로 격하되었다.
1438년, 태종이 성년이 되었으나 레삿이 정권을 태종에게 되돌려 줄 의도가 전혀 없음을 알았고, 이에 태종은 찐카와 동맹을 맺고 그를 수도로 불러들인 뒤 금군을 통솔하도록 하였다. 찐카의 도움으로 태종은 레삿이 모반하였다고 선포한 뒤 레삿을 체포하고 사사하였다. 오래지 않아 레응언 또한 면직되고 찐카가 정권을 장악하였다.
찐카는 태감참지정사(太監參知政事) 겸 소위(少尉)에 배수되었고, 정사원(政事院)의 수장이 되었다. 이후 4년 동안 찐카는 반대파를 제거하는 음모를 꾸며 자신의 정치 세력을 확대하려고 하였다. 그러나 이는 실패하였고, 1442년에 태종이 죽은 뒤엔 찐카는 권력의 정상에서 떨어지게 되었다.
태종이 죽은 뒤 어린 레 인종이 뒤를 이었으므로 황태후 응우옌티아인(阮氏英)이 정권을 잡았다. 응우옌티아인은 나이가 젊었지만 야심만만한 정치인이었고, 응우옌씨, 딘리엣 등과 연합하여 찐카를 제거하려고 시도하였다.
이 기간 동안 후 레 왕조의 정치는 활동적이지 못했다. 명나라에 6개의 사신단을 보냈는데, 그중 몇 사신단은 참파가 여러 차례 변경에서 소요를 일으킨다고 보고하였다. 1446년, 찐카는 군사를 보내 참파를 습격하였고, 이 전쟁에서 승리를 거두었다. 이듬해 1447년에는 참파의 수도를 공격해 점령하였고, 참파의 왕인 마하분해(摩訶賁該)를 포로로 잡았다.
시간이 지나 황태후와 찐카 사이가 점점 벌어졌다. 황태후는 몇몇 태학생(太學生)들의 지지를 받아 명나라처럼 태학생들이 정권을 잡도록 하려고 시도했다. 그러나 정권을 잡고 있던 찐카는 자신의 지위를 공고히 하기 위해 황태후의 개혁을 저지하였다. 마침내 황태후는 1451년에 찐카를 살해하였고, 동시에 자신도 찐카의 장남에게 살해당했다.
후세에 왕조의 권력을 잡은 권신 찐끼엠은 찐카의 후예라고 자칭하였다.